# Patt

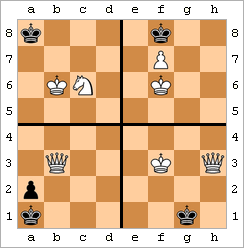
Vier Beispiele für Pattsituationen – Schwarz am Zug ist patt. Für jedes Beispiel wird ein Brettviertel dargestellt, außerhalb dessen sich kein zugfähiger schwarzer Stein und kein Schach bietender weißer Stein befindet.

Ein Patt ist eine Endposition einer Schachpartie, bei der ein am Zug befindlicher Spieler keinen gültigen Zug machen kann und sein König nicht im Schach steht. Ein Patt wird als Remis, also unentschieden gewertet. Daher kann es als Rettungsanker eines verteidigenden Spielers dienen. Manchmal kann Patt mit einer Kombination erzwungen werden, mitunter wird eine Unachtsamkeit des angreifenden Spielers ausgenutzt. In einigen Endspielen ist mögliches Patt eine Ressource, um Remis zu halten.

## Herkunft und Begriffsverwendung

### Im Schach
„Patt“ ist ein Lehnwort des französischen pat (Bedeutung wie in diesem Artikel hier geschildert), welches selbst wiederum wohl vom lateinischen pactum (dt. ‚Übereinkunft‘, ‚Vereinbarung‘) entlehnt wurde. Die ursprüngliche Übertragung von „Patt“ in die Schachsprache geht jedoch auf Italien zurück. So steht das italienische patta ganz allgemein für ein Unentschieden oder Remis; das Patt speziell im Schach hingegen wird im Italienischen als stallo bezeichnet (davon auch engl. stalemate).

### Als Metapher
Auch im übertragenen Sinne, z. B. in der Politik, ist oft von einem Patt oder einer Pattsituation die Rede, wenn ein (wie auch immer geartetes) Gleichgewicht zwischen zwei Parteien (Gegenübern) herrscht und sich keine der beiden durchsetzen kann. Allerdings entspricht dies nicht der Situation des Patts beim Schach, wie sie dieser Artikel behandelt.
Die beiden Bedeutungen des Wortes „Patt“ sind also analog, nicht univok.

## Geschichte der Pattregel
Die Bewertung des Patts als Remis war in der Schachgeschichte längere Zeit umstritten. Im arabischen Schachspiel wurde das Patt als Gewinn für die stärkere Partei gerechnet, ebenso im Hexagonalschach nach Władysław Gliński.
Im europäischen Schach, speziell in Italien und Frankreich, herrschte die Einstufung als Remis vor. Doch bestand teilweise bis in die neuere Zeit Unklarheit. So wurde im 17. und 18. Jahrhundert in England im Gegensatz zu anderen Ländern die Pattsetzung des Gegners als Partieverlust für die stärkere Partei gewertet. Diese ungewöhnliche Sonderregel hielt sich ungefähr bis 1810, als sich der führende Londoner Meister Jacob Henry Sarratt mit dem Bemühen um eine Vereinheitlichung der internationalen Regel durchsetzte.
Die Wiedereinführung des Patts als Partiegewinn "zweiter Klasse" ist gelegentlich Diskussionsgegenstand, so seitens des damaligen Schachweltmeisters Emanuel Lasker oder der Schachmeister bzw. Großmeister Aaron Nimzowitsch, Rudolf Spielmann und Richard Réti sowie des Fernschach-Großmeisters Arno Nickel. Dies fand jedoch bis dato keine Zustimmung bei der FIDE.

## Pattsituationen
Das vermutlich bekannteste Patt ist ein Anfängerfehler beim Mattsetzen mit Dame und König gegen den alleinstehenden König (siehe oben das vierte Beispiel rechts unten). Hier und bei anderen elementaren Mattführungen muss die stärkere Seite stets darauf achten, dem „nackten“ feindlichen König, der nicht im Schach steht, ein freies Feld zu lassen.
Das Patt ist ein taktisches Motiv in vielen Kombinationen und in der Schachkomposition. Eine Stellung, in der beide Seiten patt stehen, nennt man in der Schachkomposition Doppelpatt.
In dem ersten Diagramm sind vier Beispiele für mögliche Pattsituationen zu sehen. Schwarz ist am Zug, das Feld des schwarzen Königs ist nicht bedroht, wohl aber alle Felder, auf die er ziehen könnte.

### Beispiel für eine Pattstellung
|   | a | b | c | d | e | f | g | h |   |
| 8 |   |   |   |   |   |   |   |   | 8 |
| 7 |   |   |   |   |   |   |   |   | 7 |
| 6 |   |   |   |   |   |   |   |   | 6 |
| 5 |   |   |   |   |   |   |   |   | 5 |
| 4 |   |   |   |   |   |   |   |   | 4 |
| 3 |   |   |   |   |   |   |   |   | 3 |
| 2 |   |   |   |   |   |   |   |   | 2 |
| 1 |   |   |   |   |   |   |   |   | 1 |
|   | a | b | c | d | e | f | g | h |   |

Weiß ist oder wird patt
Ist in dieser Stellung Weiß am Zug, so ist es patt. Weil der weiße König nicht eines der Schlüsselfelder für seinen Randbauern g7 oder g8 besetzen konnte, kommt der Freibauer nicht zur Umwandlung. Diese Stellung zeigt gleichzeitig eine häufig vorkommende Technik in Bauernendspielen.
Ist Schwarz am Zug, so kann er mit dem Wartezug Kf7–f8 beide Schlüsselfelder weiterhin kontrollieren und das Patt erzwingen.

### Abwicklung zum Patt
|   | a | b | c | d | e | f | g | h |   |
| 8 |   |   |   |   |   |   |   |   | 8 |
| 7 |   |   |   |   |   |   |   |   | 7 |
| 6 |   |   |   |   |   |   |   |   | 6 |
| 5 |   |   |   |   |   |   |   |   | 5 |
| 4 |   |   |   |   |   |   |   |   | 4 |
| 3 |   |   |   |   |   |   |   |   | 3 |
| 2 |   |   |   |   |   |   |   |   | 2 |
| 1 |   |   |   |   |   |   |   |   | 1 |
|   | a | b | c | d | e | f | g | h |   |

Weiß am Zug
Materiell steht Weiß auf Verlust. Wäre Schwarz am Zug, käme sofort Db4–b2 oder Db4–e1 matt. Andererseits: Könnte Weiß seinen Turm einfach vom Brett nehmen, dann wäre er patt. Daher braucht Weiß diese Partie nicht zu verlieren. Er zieht Th7xb7+ mit Doppelangriff auf König und Dame. Schwarz wird deshalb den Turm schlagen. Egal, ob das mit König oder Dame geschieht, Weiß ist danach patt.
Falls Schwarz den König zieht und den Turm doch nicht nimmt, dann schlägt der Turm die Dame und Weiß steht auf Gewinn.
Auch dies ist eine wichtige Technik in Endspielen: In schlechter Stellung sollte man nach einer rettenden Abwicklung Ausschau halten, zum Beispiel nach einem Patt.

## Die kürzesten Patts
|   | a | b | c | d | e | f | g | h |   |
| 8 |   |   |   |   |   |   |   |   | 8 |
| 7 |   |   |   |   |   |   |   |   | 7 |
| 6 |   |   |   |   |   |   |   |   | 6 |
| 5 |   |   |   |   |   |   |   |   | 5 |
| 4 |   |   |   |   |   |   |   |   | 4 |
| 3 |   |   |   |   |   |   |   |   | 3 |
| 2 |   |   |   |   |   |   |   |   | 2 |
| 1 |   |   |   |   |   |   |   |   | 1 |
|   | a | b | c | d | e | f | g | h |   |

Weiß am Zug. Patt mit allen Steinen.
Wheeler zeigte bereits im Jahr 1887, dass ein Patt auch mit allen Figuren auf dem Schachbrett möglich ist: 1. a2–a4 c7–c5 2. d2–d4 d7–d6 3. Dd1–d2 e7–e5 4. Dd2–f4 e5–e4 5. h2–h3 Lf8–e7 6. Df4–h2 Le7–h4 7. Ta1–a3 Lc8–e6 8. Ta3–g3 Le6–b3 9. Sb1–d2 Dd8–a5 10. d4–d5 e4–e3 11. c2–c4 f7–f5 12. f2–f3 f5–f4 patt
Samuel Loyd zeigte das kürzestmögliche Patt: 1. e2–e3 a7–a5 2. Dd1–h5 Ta8–a6 3. Dh5xa5 h7–h5 4. Da5xc7 Ta6–h6 5. h2–h4 f7–f6 6. Dc7xd7+ Ke8–f7 7. Dd7xb7 Dd8–d3 8. Db7xb8 Dd3–h7 9. Db8xc8 Kf7–g6 10. Dc8–e6 patt
Das kürzeste Patt in einer regulären Partie ist in 27 Zügen erreicht worden zwischen Mario Sibilio und Sergio Mariotti 1982 bei der italienischen Mannschaftsmeisterschaft in Ravenna.

## Patt-Beispiele in Schachstudien
In einer Vielzahl von Studien wird das Thema Patt aufgegriffen. In folgenden Artikeln finden sich weitere Beispiele:
- Ercole del Rio
- Hermann von Gottschall
- Genrich Gasparjan mit beiderseitigem Patt
- Hermanis Matisons
- Ossip Bernstein und Gia Nadareischwili mit Spiel auf Selbstpatt
- Ernest Pogosjanz
- Saavedra-Studie
- Andrei Wladimirowitsch Seliwanow

## Xiangqi
Bei der chinesischen Schachvariante Xiangqi führt das Patt zum Sieg des pattsetzenden Spielers.